# Fokker D.XI
Fokker D.XI là một loại máy bay tiêm kích của Hà Lan trong thập niên 1920, do hãng Fokker thiết kế chế tạo.

## Quốc gia sử dụng
Argentina
- Không quân Argentina

 Romania
- Không quân Hoàng gia Romania

 Liên Xô
- Không quân Liên Xô

 Spain
 Thụy Sĩ
- Không quân Thụy Sĩ

 United States
- Cục Không quân Lục quân Hoa Kỳ

## Tính năng kỹ chiến thuật
Dữ liệu lấy từ The Illustrated Encyclopedia of Aircraft (Part Work 1982-1985), 1985, Orbis Publishing, pages 1874/5
Đặc điểm tổng quát
- Kíp lái: 1
- Chiều dài: 7.50 m (11 ft 7¼ in)
- Sải cánh: 11.67 m (38 ft 3½ in)
- Chiều cao: 3.20 m (10 ft 6 in)
- Diện tích cánh: 21.8 m2 (234.66 ft2)
- Trọng lượng rỗng: 865 kg (1907 lb)
- Trọng lượng có tải: 1250 kg (2756 lb)
- Powerplant: 1 × Hispano-Suiza 8 Fb, 224 kW (300 hp)

Hiệu suất bay
- Vận tốc cực đại: 225 km/h (140 mph)
- Tầm bay: 440 km (273 dặm)
- Trần bay: 7000 m (22.965 ft)

Vũ khí trang bị
- 2 × súng máy 0.303 in (7,7 mm)